# پادر
پادر، روستایی است از توابع بخش مرکزی شهرستان ششتمد استان خراسان رضوی ایران.

## جمعیت
این روستا در دهستان بیهق قرار داشته و بر اساس سرشماری سال ۱۳۸۵ جمعیت آن ۱۷۵ نفر (۷۲ خانوار) بوده است.